# Cathédrale de l'Assomption de Trois-Rivières
Cette  cathédrale n’est pas la seule cathédrale de l'Assomption.
La cathédrale L'Assomption de Marie est la cathédrale du diocèse de Trois-Rivières. Elle se situe à Trois-Rivières au Québec (Canada). Elle est construite de 1854 à 1858. Elle est dédiée à l'Assomption de la Vierge Marie.
La paroisse rattachée à la cathédrale se nomme Immaculée-Conception-de-la-Sainte-Vierge et comprend, en plus de la cathédrale, les églises de Notre-Dame-des-Sept-Allégresses, de Saint-François-d'Assise et de Sainte-Cécile. Elle comprend également dans le passé l'église de Saint-Philippe, démolie en 2015.

## Description

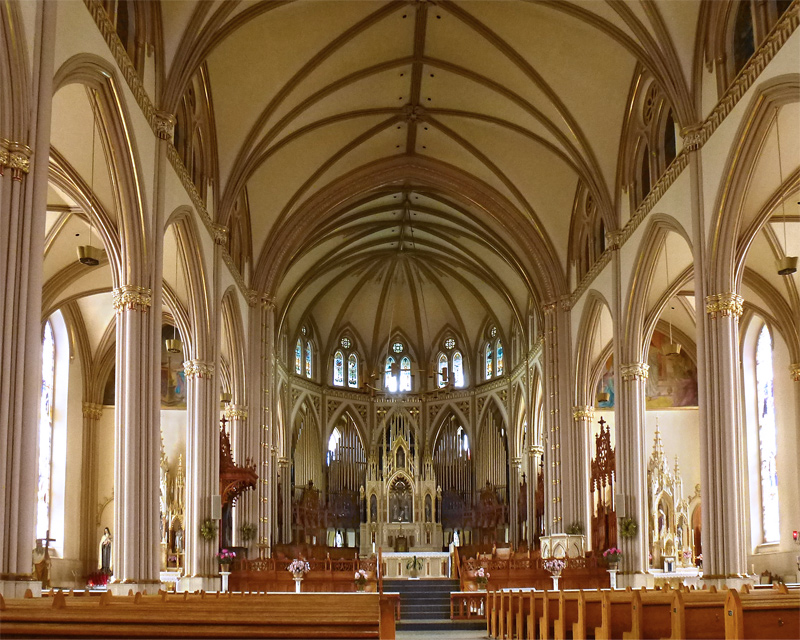
L'intérieur de la cathédrale.

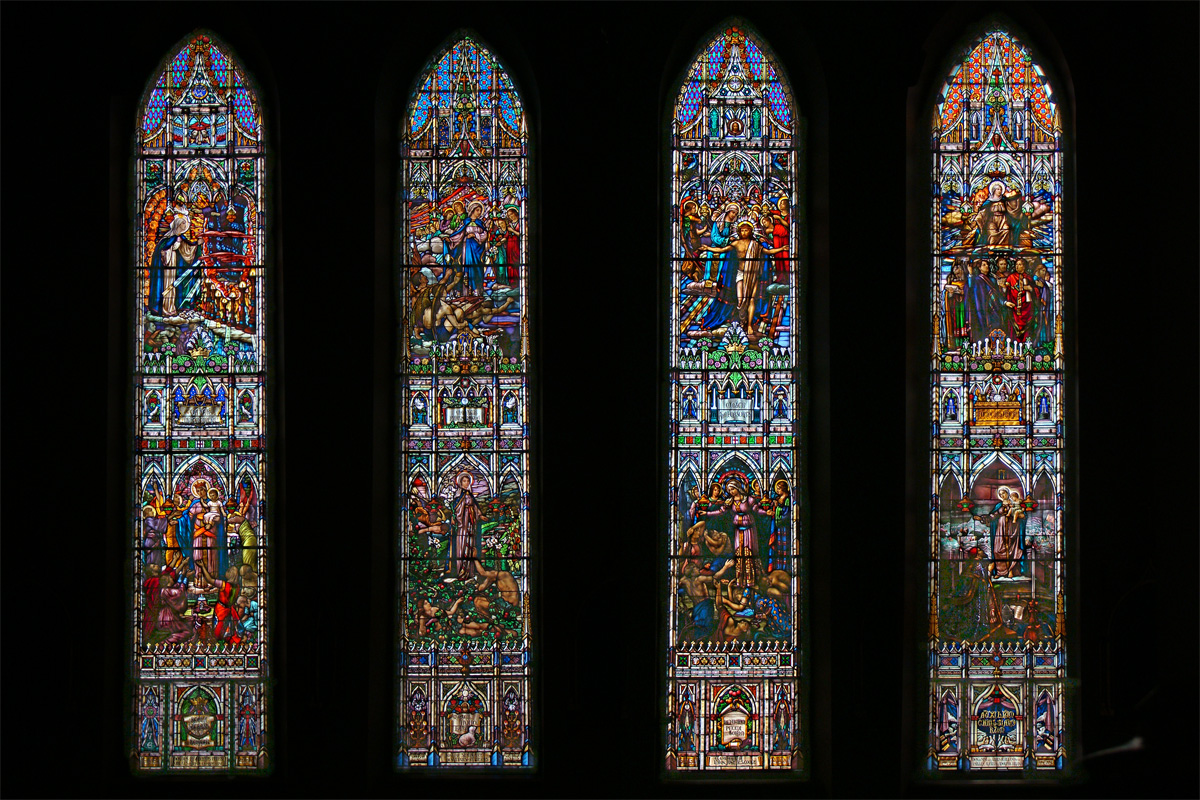
Les vitraux de la cathédrale.

La cathédrale L'Assomption est une cathédrale catholique sise au 362, rue Bonaventure à Trois-Rivières au Québec,,.
Il s'agit d'une église en pierre de style néogothique, mesurant 64 m de longueur et 26 m de largeur, ayant un plan en forme de croix latine avec un chœur en saillie. Sa flèche comprend un cadran sur chacune de ses quatre faces. Les vitraux de la cathédrale furent réalisés en plus de dix ans par l'artiste montréalais d'origine italienne Guido Nincheri,.
La cathédrale comprend un orgue de Létourneau datant de 1992,,. Celui-ci compte 5 635 tuyaux,.

## Histoire

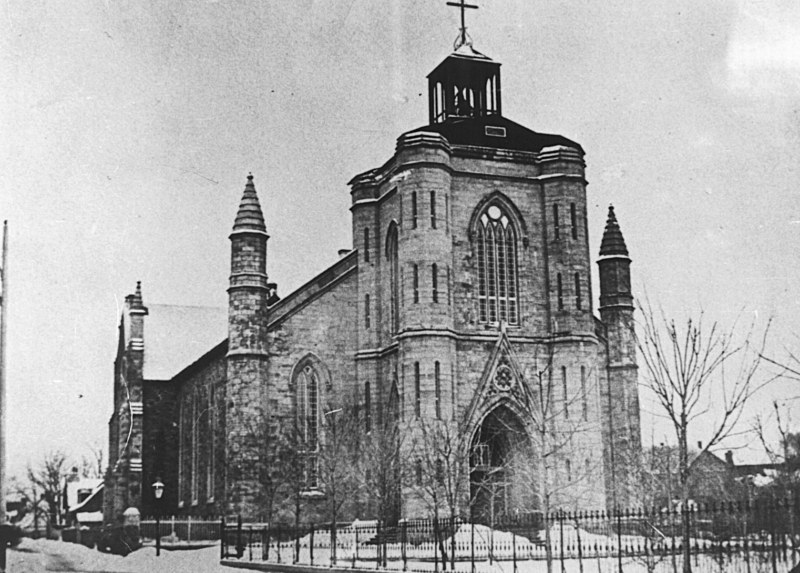
La cathédrale en 1875.

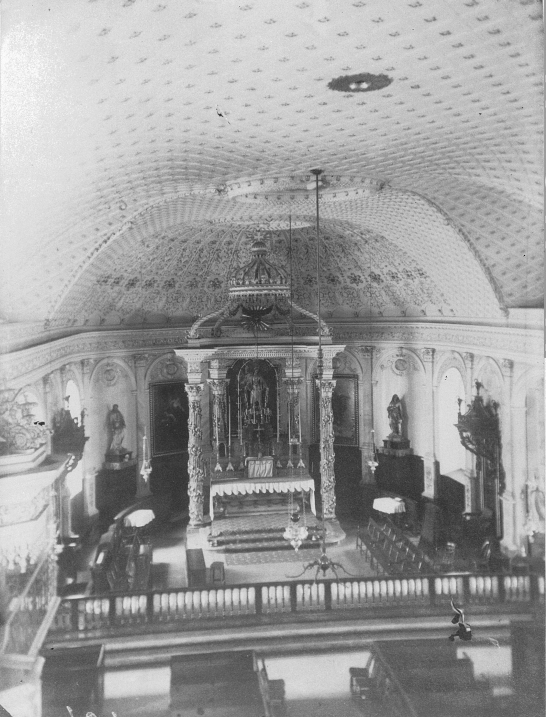
L'intérieur de la cathédrale vers 1890.

La paroisse rattachée à la cathédrale, nommée Immaculée-Conception, a été érigée canoniquement en 1678,. La première église en pierre fut construite en 1710. Celle-ci fut détruite par un incendie en 1908.
Le diocèse de Trois-Rivières fut érigé canoniquement par le pape Pie IX le 8 juin 1852. Thomas Cooke en devint le premier évêque. Le 16 mars 1854, il lança le projet de construction d'une cathédrale. Celle-ci fut conçue par l'architecte Victor Bourgeau qui s'inspira de la Trinity Church de New York. Elle fut consacrée le 29 septembre 1858 et dédiée à Notre-Dame-de-l'Assomption,. Elle comprenait alors un orgue réalisé par Ovide Paradis et une cloche qui a été donnée par messieurs Turcotte et Larue. Elle fut parachevée, en 1904, lorsque l'architecte George Émile Tanguay compléta la façade et le clocher actuels et, en 1905, lorsque l'entrepreneur-architecte Jean-Baptiste Bourgeois édifia la flèche actuelle en reprenant le plan de Victor Bourgeau. En 1905 également, un orgue de Casavant Frères fut installé. En 1912, on installa un carillon de plus de 16 000 livres (environ 750 kg). La même année, l'orgue de Casavant Frères fut révisé.
En 1961, les cloches furent réparées. En 1966 et 1967, la cathédrale connut une restauration importante dirigée par l'architecte Jean-Louis Caron de Trois-Rivières. À ce moment, le grand orgue fut retiré.
En 1992, après 27 ans avec un petit orgue de sept jeux, un orgue provenant de la paroisse de l'Immaculée-Conception de Montréal fut installé,.
En 2002, la cathédrale fut à nouveau restaurée.

## Religion
La cathédrale L'Assomption est la cathédrale du diocèse de Trois-Rivières, une juridiction de l'Église catholique au Québec,.
La paroisse rattachée à la cathédrale se nomme Immaculée-Conception-de-la-Sainte-Vierge et comprend, en plus de la cathédrale, les églises de Notre-Dame-des-Sept-Allégresses, de Saint-Philippe, de Saint-François-d'Assise et de Sainte-Cécile.
La cathédrale est dédiée à l'Assomption de la Vierge Marie,.